# Eleni Daniilidou
Eleni Daniilidou (griechisch Ελένη Δανιηλίδου, * 19. September 1982 in Chania) ist eine ehemalige  griechische Tennisspielerin.

## Karriere
Im Einzel zählte sie zwischen 2002 und 2007 (Ausnahme 2005) zu den 50 besten Spielerinnen der WTA-Weltrangliste. Bei Grand-Slam-Turnieren stand sie dreimal im Achtelfinale; in Wimbledon verlor sie 2002 mit 1:6 im dritten Satz gegen die an 3 gesetzte Jennifer Capriati, bei den Australian Open war im Jahr darauf gegen die spätere Turniersiegerin Serena Williams Endstation und bei den US Open schied sie 2004 mit 3:6 im dritten Satz gegen Shinobu Asagoe aus. 2005 setzte sie sich in der ersten Runde von Wimbledon gegen Justine Henin durch, womit die Belgierin die erste Niederlage nach 24 Siegen in Folge kassierte.
Auf der WTA Tour trug sich Daniilidou im Einzel fünf Mal in die Siegerlisten ein. Ihren ersten WTA-Titel feierte sie 2002 beim Rasenturnier von ’s-Hertogenbosch. Im selben Jahr stand sie beim Tier-II-Turnier von Costa do Sauípe im Endspiel, das sie gegen Anastassija Myskina verlor. Außerdem gewann Daniilidou zweimal das WTA-Turnier von Auckland (2003, 2004) sowie einmal das WTA-Turnier von Seoul (2006). Zum Saisonauftakt 2008 gelang ihr beim Turnier von Hobart der bislang letzte Titelgewinn.
An der Seite von Doppelspezialist Todd Woodbridge feierte sie 2003 in der Mixed-Konkurrenz der Australian Open den Einzug ins Endspiel. 2006 zog sie zusammen mit Anabel Medina Garrigues ins Halbfinale der French Open ein; sie unterlagen dort Lisa Raymond und Samantha Stosur mit 2:6 und 2:6.
Im Jahr 2010 gewann sie ein ITF-Turnier von Athen, bei dem sie in der ersten Runde Anna-Lena Grönefeld besiegte. Außerdem erreichte sie das Viertelfinale in Linz, wo ihr der erste Sieg auf der WTA Tour nach zwei Jahren gelang; die Viertelfinalpartie verlor sie dann gegen Andrea Petković. 2014 stand sie an der Seite von Kristina Barrois noch einmal im Halbfinale eines WTA-Turniers; in Bad Gastein unterlagen sie den Zwillingsschwestern Karolína und Kristýna Plíšková in zwei glatten Sätzen.
Für die griechische Fed-Cup-Mannschaft, für die sie bereits 1998 erstmals antrat, erzielte sie in 44 Partien 29 Siege.
Daniilidou bestritt ihr letztes Profiturnier im Dezember 2018 in Solarino.

## Turniersiege

### Einzel
| Nr. | Datum              | Turnier          | Kategorie     | Belag             | Finalgegnerin        | Ergebnis       |
| --- | ------------------ | ---------------- | ------------- | ----------------- | -------------------- | -------------- |
| 1.  | 8. August 1998     | Southsea         | ITF $10.000   | Rasen             | Manisha Malhotra     | 7:6, 6:3       |
| 2.  | 16. August 1998    | Istanbul         | ITF $10.000   | Hartplatz         | Riei Kawamata        | 6:0, 6:1       |
| 3.  | 30. August 1998    | Skiathos         | ITF $10.000   | Teppich           | Tazzjana Putschak    | 6:3, 6:4       |
| 4.  | 6. September 1998  | Xanthi           | ITF $10.000   | Hartplatz (Halle) | Lizzy Jelfs          | 6:2, 6:0       |
| 5.  | 26. September 1999 | Thessaloniki     | ITF $25.000   | Teppich           | Clarisa Fernández    | 6:2, 6:2       |
| 6.  | 27. August 2000    | Kastoria         | ITF $10.000   | Teppich           | Jolanda Mens         | 6:3, 6:1       |
| 7.  | 8. April 2001      | Dubai            | ITF $75.000+H | Hartplatz         | Anikó Kapros         | 6:4, 6:4       |
| 8.  | 6. Mai 2001        | Tarent           | ITF $25.000   | Sand              | Edina Gallovits-Hall | 7:5, 6:2       |
| 9.  | 22. Juni 2002      | ’s-Hertogenbosch | WTA Tier III  | Rasen             | Jelena Dementjewa    | 3:6, 6:2, 6:3  |
| 10. | 4. Januar 2003     | Auckland         | WTA Tier IV   | Hartplatz         | Cho Yoon-jeong       | 6:4, 4:6, 7:62 |
| 11. | 10. Januar 2004    | Auckland         | WTA Tier IV   | Hartplatz         | Ashley Harkleroad    | 6:3, 6:2       |
| 12. | 1. Oktober 2006    | Seoul            | WTA Tier IV   | Hartplatz         | Ai Sugiyama          | 6:3, 2:6, 7:63 |
| 13. | 11. Januar 2008    | Hobart           | WTA Tier IV   | Hartplatz         | Wera Swonarjowa      | kampflos       |
| 14. | 3. Oktober 2010    | Athen            | ITF $50.000   | Hartplatz         | Laura Pous Tió       | 6:4, 6:1       |
| 15. | 5. Juni 2011       | Nottingham       | ITF $75.000+H | Rasen             | Wolha Hawarzowa      | 1:6, 6:4, 6:2  |
| 16. | 3. Juli 2011       | Pozoblanco       | ITF $50.000   | Hartplatz         | Eliza Kostowa        | 6:3, 6:2       |

### Doppel
| Nr. | Datum              | Turnier        | Kategorie         | Belag             | Partnerin            | Finalgegnerinnen                         | Ergebnis         |
| --- | ------------------ | -------------- | ----------------- | ----------------- | -------------------- | ---------------------------------------- | ---------------- |
| 1.  | 15. August 1998    | Istanbul       | ITF $10.000       | Hartplatz         | Natalie Cahana       | İsmet-Duygu Akşit Oal Gülberk Gültekin   | 3:6, 6:3, 6:3    |
| 2.  | 29. August 1998    | Skiathos       | ITF $10.000       | Teppich           | Evagelia Roussi      | Marina Lazarovska Tazzjana Putschak      | 3:6, 6:4, 6:2    |
| 3.  | 5. September 1998  | Xanthi         | ITF $10.000       | Hartplatz (Halle) | Evagelia Roussi      | Dragana Ilić Ljiljana Nanušević          | 6:0, 6:3         |
| 4.  | 3. Oktober 1998    | Thessaloniki   | ITF $25.000       | Sand              | Christína Papadáki   | Ľudmila Cervanová Magdalena Kucerova     | 7:6, 4:6, 7:5    |
| 5.  | 25. September 1999 | Thessaloniki   | ITF $25.000       | Teppich           | Surina De Beer       | Adriana Barna Adrienn Hegedűs            | 6:2, 6:3         |
| 6.  | 26. August 2000    | Kastoria       | ITF $10.000       | Teppich           | Evagelia Roussi      | Daniela Klemenschits Sandra Klemenschits | 6:3, 6:4         |
| 7.  | 21. Oktober 2000   | Joué-lès-Tours | ITF $25.000       | Hartplatz (Halle) | Maria Geznenge       | Mia Buric Laura Dell’Angelo              | 5:3, 4:1, 4:0    |
| 8.  | 17. Februar 2001   | Sutton         | ITF $25.000       | Hartplatz (Halle) | Lydia Steinbach      | Amanda Hopmans Patty Van Acker           | 6:0, 6:4         |
| 9.  | 14. April 2001     | Dinan          | ITF $25.000       | Sand (Halle)      | Caroline Schneider   | Vanessa Paffrath Syna Schreiber          | 6:3, 7:64        |
| 10. | 18. Juli 2004      | Stanford       | WTA Tier II       | Hartplatz         | Nicole Pratt         | Claudine Schaul Iveta Benešová           | 6:2, 6:4         |
| 11. | 3. Oktober 2009    | Athen          | ITF $100.000+H    | Hartplatz         | Jasmin Wöhr          | Timea Bacsinszky Tathiana Garbin         | 6:2, 5:7, [10:4] |
| 12. | 7. November 2009   | Ismaning       | ITF $50.000+H     | Teppich (Halle)   | Jasmin Wöhr          | Kazjaryna Dsehalewitsch Eva Hrdinová     | 6:2, 4:6, [10:5] |
| 13. | 1. August 2010     | Istanbul       | WTA International | Hartplatz         | Jasmin Wöhr          | Marija Kondratjewa Vladimíra Uhlířová    | 6:4, 1:6, [11:9] |
| 14. | 18. September 2010 | Sofia          | ITF $100.000      | Sand              | Jasmin Wöhr          | Sandra Klemenschits Tatjana Malek        | 6:3, 6:4         |
| 15. | 17. September 2011 | Taschkent      | WTA International | Hartplatz         | Witalija Djatschenko | Ljudmyla Kitschenok Nadija Kitschenok    | 6:4, 6:3         |
| 16. | 9. Juni 2012       | Nottingham     | ITF $75.000       | Rasen             | Casey Dellacqua      | Laura Robson Heather Watson              | 6:4, 6:2         |
| 17. | 22. September 2013 | Albuquerque    | ITF $75.000       | Hartplatz         | Coco Vandeweghe      | Melanie Oudin Taylor Townsend            | 6:4, 7:62        |
| 18. | 13. März 2015      | Amiens         | ITF $10.000       | Sand (Halle)      | Ilka Csoregi         | Elizaveta Ianchuk Olha Jantschuk         | 6:1, 6:4         |
| 19. | 16. Juli 2016      | Imola          | ITF $25.000       | Teppich           | Lisa Sabino          | Martina Di Giuseppe Maria Masini         | 4:6, 6:2, [10:4] |